# Жовчівська сільська рада
| Жовчівська сільська рада — орган місцевого самоврядування у Рогатинському районі Івано-Франківської області з адміністративним центром у с. Жовчів. Історична дата утворення: в 1939 році. Івано-Франківська обласна Рада народних депутатів рішенням від 2 грудня 1993 року перейменувала Калинівську сільраду на Жовчівську Сільській раді підпорядковані населені пункти: - с. Жовчів |

## Склад ради
Рада складається з 15 депутатів та голови.

### Керівний склад ради
| ПІБ                          | Основні відомості                                                 | Дата обрання | Дата звільнення |
| ---------------------------- | ----------------------------------------------------------------- | ------------ | --------------- |
| Петришин Теодозія Прокопівна | Сільський голова, 1956 року народження, освіта, позапартійна      | 26.03.2006   | 31.10.2010      |
| Петришин Теодозія Прокопівна | Сільський голова, 1956 року народження, освіта вища, позапартійна | 31.10.2010   |                 |

Примітка: таблиця складена за даними джерела